# Arroyo Morote
Arroyo Morote es una pequeña aldea perteneciente al municipio de Yeste, en la provincia de Albacete dentro de la comunidad autónoma de Castilla-La Mancha. Ubicada entre montañas en plena Sierra del Segura y muy cerca del Parque natural de los Calares del Río Mundo y de la Sima, esta aldea recibe su nombre de un pequeño arroyo llamado Morote. La aldea está dividida en dos partes: Arroyo Morote de Abajo y Arroro Morote de Arriba.

## Historia
A principios del siglo XX esta aldea centraba su riqueza en el cultivo del esparto, los almendros, la viña y los olivos. Mayoritariamente los hombres trabajaban cultivando sus propias tierras o como jornaleros para algún terrateniente de la zona mientras que las mujeres se dedicaban a las tareas domésticas y a la cría de los animales para consumo de la propia familia.
En las décadas de 1950 y 1960, gran parte de la población emigró, principalmente, hacia la costa mediterránea. En 2017 tenía 14 habitantes repartidos entre Arroyo Morote de Arriba (4) y Arroyo Morote de Abajo (10).

## Gastronomía
La gastronomía típica de Arroyo Morote está compuesta principalmente por migas de pan, migas de harina y ajo pringue. En cuanto a dulces, son típicos de la zona los rollos de aguardiente, las hojuelas, los suspiros y las tortas mantecosas. Las bebidas típicas elaboradas a base de vino o aguardiente son la cuerva, la paloma y el zurracapote.

## Fiestas
El 3 de febrero es la fiesta de San Blas, patrón de Arroyo Morote. Antaño se celebraba este día por todo lo alto atrayendo así a los habitantes de todos los pueblos de alrededor.